# إريك ديسغاردين
إريك ديسغاردين هو لاعب هوكي جليد كندي، ولد في 14 يونيو 1969 في رووان نوراندا في كندا.

## وصلات خارجية
- إريك ديسغاردين على موقع دوري الهوكي الوطني (الإنجليزية)
- إريك ديسغاردين على موقع قاعة مشاهير الهوكي (لاعب أن.إتش.أل) (الإنجليزية)
- إريك ديسغاردين على موقع EliteProspects.com (الإنجليزية)
- إريك ديسغاردين على موقع Eurohockey.com (الإنجليزية)
- إريك ديسغاردين على موقع HockeyDB.com (الإنجليزية)
- إريك ديسغاردين على موقع Hockey-Reference.com (الإنجليزية)
- إريك ديسغاردين على موقع أوليمبيديا (الإنجليزية)